# Burj el Barajneh
Burj el Barajneh (arabisch برج البراجنة ⓘ, DMG Burǧ al-Barāǧina) ist eine Gemeinde der südlichen Vororte von Beirut in Libanon. Die Gemeinde liegt zwischen dem Rafiq-Hariri-Flughafen und der Stadt Haret Hreik.
Die Bevölkerung besteht hauptsächlich aus libanesischen Schiiten. Aufgrund der im Verhältnis zur Region günstigen Wohn- und Mietpreise leben dort mittlerweile auch libanesische Sunniten und einige libanesische Maroniten (Christen), letztere auch aufgrund der Nähe zur Stadt Haret Hreik. Neben Palästinensern mit Flüchtlingsstatus leben im dortigen Flüchtlingslager auch Flüchtlinge aus Syrien.

## Flüchtlingslager
Das Flüchtlingslager Burj el Barajneh wurde 1949 gegründet, um die Palästinenser, die aufgrund der Nakba (Vertreibung der Palästinenser aus ihrer Heimat) in das Land flüchteten, zu beherbergen. Das Lager beherbergte ursprünglich 3.500 Menschen und wurde beim Einmarsch Israels in den Libanon 1982 und während des Libanesischen Bürgerkriegs teilweise zerstört.
Ab 1969 wuchs die Bevölkerung rapide an; Bauarbeiten wurden unreguliert vorgenommen. Schlussendlich führte dies zu enger werdenden Gassen und einer stark überbeanspruchten Infrastruktur. Die Zerstörung von einigen anderen Flüchtlingslagern im Libanon und die anhaltende Krise in Syrien bringen neue Flüchtlinge ins Lager und verstärken die Überanspruchung der Infrastruktur.
Ursprünglich war auf dem ca. einen Quadratkilometer großen Gebiet eine Bevölkerung von 10.000 geplant. Letzten Schätzungen zufolge beläuft sich die Bevölkerung auf nun über 31.000 Flüchtlinge.

## Anschläge 2015
Am 12. November 2015 erschütterten zwei Selbstmordanschläge Burj el Barajneh. Mindestens 37 Menschen starben; über 180 wurden verletzt. Ein Familienvater namens Adel Termos rettete viele Leben, indem er sich auf den zweiten Täter stürzte, starb jedoch selbst.

## Persönlichkeiten
- Ahmad Jalloul (geboren 1992), libanesischer Fußballspieler[4]
- Ali Sabeh (geboren 1994), libanesischer Fußballspieler[5]
- Maher Sabra (geboren 1992), libanesischer Fußballspieler[6]